# Joseph von und zu Franckenstein
Pour les articles homonymes, voir Franckenstein.
Joseph Maria Casimir Konrad Michael Benedictus Maurus Placidus Freiherr von und zu Franckenstein (né le 30 septembre 1910 au château de Traunegg, Thalheim bei Wels, mort le 7 octobre 1963 à San Francisco) est un résistant autrichien au nazisme devenu agent américain de renseignements.

## Biographie
Ses parents sont Konrad von und zu Franckenstein (1875-1938), descendant des Habsbourg, et Anna Maria comtesse von Esterhazy-Galantha (1886-1968).
Après des études de langues à St. Andrews (Écosse) de 1933 à 1934, il devient titulaire d'une maîtrise en langues au pensionnat d'élite anglais Eton College en 1935. Après ses études de philologie classique et son doctorat à l'université d'Innsbruck, il travaille occasionnellement comme journaliste et est alpiniste en Autriche. Peu après l'Anschluss en 1938, opposant résolu au nazisme, il quitte le pays. Son frère aîné Heinrich, qui avait déjà quitté l'Allemagne en 1934 et émigré en Turquie, ainsi que son cousin Georg Albert von und zu Franckenstein le soutiennent.
À l'automne 1940, à Megève, en France, il rencontre l'écrivaine américaine Kay Boyle, pour qui il enseigne comme précepteur privé aux enfants issus de son premier mariage. Après avoir divorcé de son deuxième mari, Franckenstein et Kay Boyle se marient en 1943 et ont 2 enfants : Faith Carson Franckenstein Gude (née en 1942) et Ian Savin Franckenstein (né en 1943).
Pendant la Seconde Guerre mondiale, Franckenstein se porte volontaire d'abord pour l'armée française, mais il se laisse emprisonner. En 1941, Karin Boyle, présente à Lisbonne, parvient à convaincre le consul américain de Marseille à fournir un visa, lui permettant de voyager vers les Caraïbes. Franckenstein s'engage pour la marine américaine au lendemain de l'attaque japonaise sur Pearl Harbor. Il sert dans le 87e régiment de montagne, Compagnie I, devient citoyen américain et contribue à la formation de la 10e Division de montagne. Il participe à la campagne des Aléoutiennes à l'été et à l'automne 1943. En 1944, il est nommé à l'Office of Strategic Services (OSS) et sert comme agent en Autriche pour soutenir la résistance autrichienne contre les nazis, travaillant avec le groupe tyrolien dirigé par Karl Gruber. Il infiltre le pays sous l'uniforme d'un sergent allemand du Reichssicherheitsdienst. Après avoir été arrêté par la Gestapo fin avril 1945, emprisonné à Reichenau, torturé et condamné à mort, il s'évade et participe à la libération d'Innsbruck par les troupes américaines en mai 1945. Il reste jusqu'en novembre 1945 et contribue à la dénazification et à la création d'écoles et de tribunaux autrichiens.
Il retourne en Allemagne en 1946 en tant qu'attaché de presse pour le gouvernement militaire, tandis que Kay Boyle se voit confier la tâche d'écrire des articles sur l'Allemagne en tant que correspondant étranger du New Yorker. Cependant, elle refuse d'abord de vivre en Allemagne et part avec sa famille à Paris, d'où elle effectue des voyages de recherche en Allemagne. En mai 1948, elle et ses trois plus jeunes enfants déménagent pour vivre avec son mari à Marbourg, en Hesse. Fin 1948, un autre déménagement suit, cette fois à Francfort-sur-le-Main, où Franckenstein publie Die Neue Zeitung, un journal de langue allemande publié par les Américains.
En 1953, en pleine guerre froide, pendant le maccarthysme, Franckenstein est interrogé par une commission d'enquête sur des questions de loyauté et de sécurité. Les accusations restent vagues, même si les activités de Kay Boyle en faveur des droits humains et son engagement littéraire peuvent avoir contribué à sa convocation. Il est acquitté de toutes les accusations, mais est licencié peu de temps après et l'accréditation de Kay Boyle pour le New Yorker est révoquée.
À son retour aux États-Unis, la famille s'installe dans le Connecticut. Joseph von und zu Franckenstein enseigne à l'école de filles Thomas School à Rowayton, Connecticut. Comme de nombreux intellectuels américains impopulaires de l'époque, parmi lesquels des opposants et des exilés nazis comme Bertolt Brecht et Albert Einstein, mais aussi des Américains comme l'acteur et militant des droits civiques Paul Robeson, soupçonnés d'activités anti-américaines dans les années 1950, surveillés et boycottés, Franckenstein connaît des difficultés financières et personnelles particulièrement profondes. En 1960, Joseph von Franckenstein devient attaché culturel à Téhéran, mais en 1963, à cause d'un grave cancer, il doit retourner aux États-Unis, où il décède le 7 octobre à San Francisco. Il est enterré au cimetière national du Golden Gate avec les honneurs militaires.